# تاکاکو ایدا
تاکاکو ایدا (انگلیسی: Takako Iida؛ زادهٔ ۳ فوریهٔ ۱۹۴۶) بازیکن والیبال اهل ژاپن است.